# The Raven
The Raven je konceptuální album amerického kytaristy a zpěváka Lou Reeda, vydané v roce 2003. Na albu se podílí mnoho hudebníků, mezi které patří i anglický zpěvák David Bowie.

## Seznam skladeb

### Limitovaná 2CD edice

#### Disk1: Akt1
1. „The Conqueror Worm“
2. „Overture“
3. „Old Poe“
4. „Prologue (Ligiea)“
5. „Edgar Allan Poe“
6. „The Valley of Unrest“
7. „Call on Me“
8. „The City in the Sea / Shadow“
9. „A Thousand Departed Friends“
10. „Change“
11. „The Fall of the House of Usher“
12. „The Bed“
13. „Perfect Day“
14. „The Raven“
15. „Balloon“

#### Disk2: Akt2
1. „Broadway Song“
2. „The Tell-Tale Heart (Pt. 1)“
3. „Blind Rage“
4. „The Tell-Tale Heart (Pt. 2)“
5. „Burning Embers“
6. „Imp of the Perverse“
7. „Vanishing Act“
8. „The Cask“
9. „Guilty“, spoken
10. „Guilty“, sung
11. „A Wild Being from Birth“
12. „I Wanna Know (The Pit and the Pendulum)“
13. „Science of the Mind“
14. „Annabel Lee – The Bells“
15. „Hop Frog“
16. „Every Frog Has His Day“
17. „Tripitena’s Speech“
18. „Who Am I? (Tripitena’s Song)“
19. „Courtly Orangutans“
20. „Fire Music“
21. „Guardian Angel“

### 1CD verze
1. „Overture“
2. „Edgar Allan Poe“
3. „Call On Me“
4. „The Valley Of Unrest“
5. „A Thousand Departed Friends“
6. „Change“
7. „The Bed“
8. „Perfect Day“
9. „The Raven“
10. „Balloon“
11. „Broadway Song“
12. „Blind Rage“
13. „Burning Embers“
14. „Vanishing Act“
15. „Guilty“
16. „I Wanna Know (The Pit And The Pendulum)“
17. „Science Of The Mind“
18. „Hop Frog“
19. „Tripitena's Speech“
20. „Who Am I? (Tripitena’s Song)“
21. „Guardian Angel“

## Sestava
- Lou Reed – zpěv, kytara
- Mike Rathke – kytara
- Fernando Saunders – baskytara, kytara
- Tony „Thunder“ Smith – bicí
- Friedrich Paravicini – piáno, klávesy
- Jane Scarpantoni – violoncello, strunné aranžmá
- Doug Wieselman – baritone saxofon, tenor saxofon
- Paul Shapiro – tenor saxofon
- Steve Bernstein – trubka
- Art Baron – pozoun v „Broadway Song“
- Ornette Coleman – alt saxofon v „Guilty“
- Frank Wulff – hurdy gurdy, hoboj
- Kate & Anna McGarrigle – doprovodný zpěv
- Antoine Silverman – housle
- Marti Sweet – housle
- Patrick Carroll – baskytara a bicí automat v „Who Am I? (Tripitena’s Song)“
- Shelly Woodworth – anglický roh v „Who Am I? (Tripitena’s Song)“
- Russ DeSalvo – kytara a klávesy v „Who Am I? (Tripitena’s Song)“
- Rob Mathes – strunné aranžmá v „Who Am I? (Tripitena's Song)“
- Ric Wake – producent v „Who Am I? (Tripitena’s Song)“
- Laurie Anderson – zpěv v „Call On Me“
- Antony Hegarty – zpěv v „Perfect Day“, backing vocals
- David Bowie – zpěv v „Hop Frog“
- The Blind Boys of Alabama – doprovodný zpěv v „I Wanna Know (The Pit And The Pendulum)“
- Willem Dafoe – hlasy v „The Conqueror Worm“, „The Raven“ and „The Cask“
- Steve Buscemi – hlasy v „Broadway Song“, „Old Poe“ & „The Cask“
- Elizabeth Ashley – hlasy v „The Valley Of Unrest“
- Amanda Plummer – hlasy v „Tripitena’s Speech“